# Coupe du monde d'escalade de 1990
Navigation
1re édition 3e édition
La Coupe du monde d'escalade de 1990 consiste en une série de six compétitions d'escalade de difficulté. Elle se déroule entre le 28 avril et le 14 décembre 1990, en faisant étape dans six pays différents, et sur deux continents.

## Présentation
La deuxième édition de la Coupe du monde d'escalade est organisée par la Commission escalade de compétition de l'Union internationale des associations d'alpinisme (UIAA). Cette compétition qui s'étale sur plusieurs mois comprend cinq étapes européennes et une étape américaine, cette dernière marquant le milieu du calendrier.

## Classement général
| Catégories | Or                           | Or                    | Argent        | Argent    | Bronze          | Bronze    |
| ---------- | ---------------------------- | --------------------- | ------------- | --------- | --------------- | --------- |
| Difficulté | François Legrand             | 93 points             | Jacky Godoffe | 64 points | Jim Karn        | 61 points |
| Difficulté | Lynn Hill Isabelle Patissier | 106 points 106 points | -             | -         | Nanette Raybaud | 92 points |

## Étapes
La coupe du monde d'escalade 1990 s'est déroulée du 28 avril au 14 décembre 1990, repartie en six étapes comprenant une discipline.
| Dates            | Lieu                  | Difficulté | Bloc     | Vitesse  |
| ---------------- | --------------------- | ---------- | -------- | -------- |
| 28 avril 1990    | Vienne (Autriche)     | X          | -        | -        |
| 27 juillet 1990  | Madonna di Campiglio  | X          | -        | -        |
| 19 août 1990     | Berkeley (Californie) | X          | -        | -        |
| 1er octobre 1990 | Nuremberg             | X          | -        | -        |
| 15 novembre 1990 | Lyon                  | X          | -        | -        |
| 14 décembre 1990 | Barcelone             | X          | -        | -        |
| Total : 6 étapes |                       | 6 étapes   | 0 étapes | 0 étapes |

## Podiums des étapes

### Difficulté

#### Hommes
| Étapes      | Lieu                          | Or                   | Argent           | Bronze                            |
| ----------- | ----------------------------- | -------------------- | ---------------- | --------------------------------- |
| 28 avril    | Vienne (Autriche)             | Jacky Godoffe        | Jerry Moffatt    | Carlos Brasco François Lombard    |
| 27 juillet  | Madonna di Campiglio (Italie) | François Legrand     | Ben Moon         | Didier Raboutou                   |
| 19 août     | Berkeley (États-Unis)         | Simon Nadin (4)      | François Legrand | Jindrich Hudecek                  |
| 1er octobre | Nuremberg (Allemagne)         | François Legrand (2) | Yuji Hirayama    | Robert Cortijo                    |
| 15 novembre | Lyon (France)                 | Didier Raboutou (3)  | François Legrand | Robert Cortijo                    |
| 14 décembre | Barcelone (Espagne)           | Jacky Godoffe (2)    | Jim Karn         | François Legrand François Lombard |

#### Femmes
| Étapes      | Lieu                          | Or                     | Argent             | Bronze             |
| ----------- | ----------------------------- | ---------------------- | ------------------ | ------------------ |
| 28 avril    | Vienne (Autriche)             | Nanette Raybaud (3)    | Lynn Hill          | Robyn Erbesfield   |
| 27 juillet  | Madonna di Campiglio (Italie) | Isabelle Patissier (2) | Luisa Iovane       | Lynn Hill          |
| 19 août     | Berkeley (États-Unis)         | Nanette Raybaud (4)    | Lynn Hill          | Isabelle Patissier |
| 1er octobre | Nuremberg (Allemagne)         | Isabelle Patissier (3) | Robyn Erbesfield   | Nanette Raybaud    |
| 15 novembre | Lyon (France)                 | Lynn Hill (2)          | Isabelle Patissier | Susi Good          |
| 14 décembre | Barcelone (Espagne)           | Lynn Hill (3)          | Isabelle Patissier | Susi Good          |